# Leptogenys gaigei
Leptogenys gaigei är en myrart som beskrevs av Wheeler 1923. Leptogenys gaigei ingår i släktet Leptogenys och familjen myror.

## Underarter
Arten delas in i följande underarter:
- L. g. defuga
- L. g. gaigei

## Bildgalleri

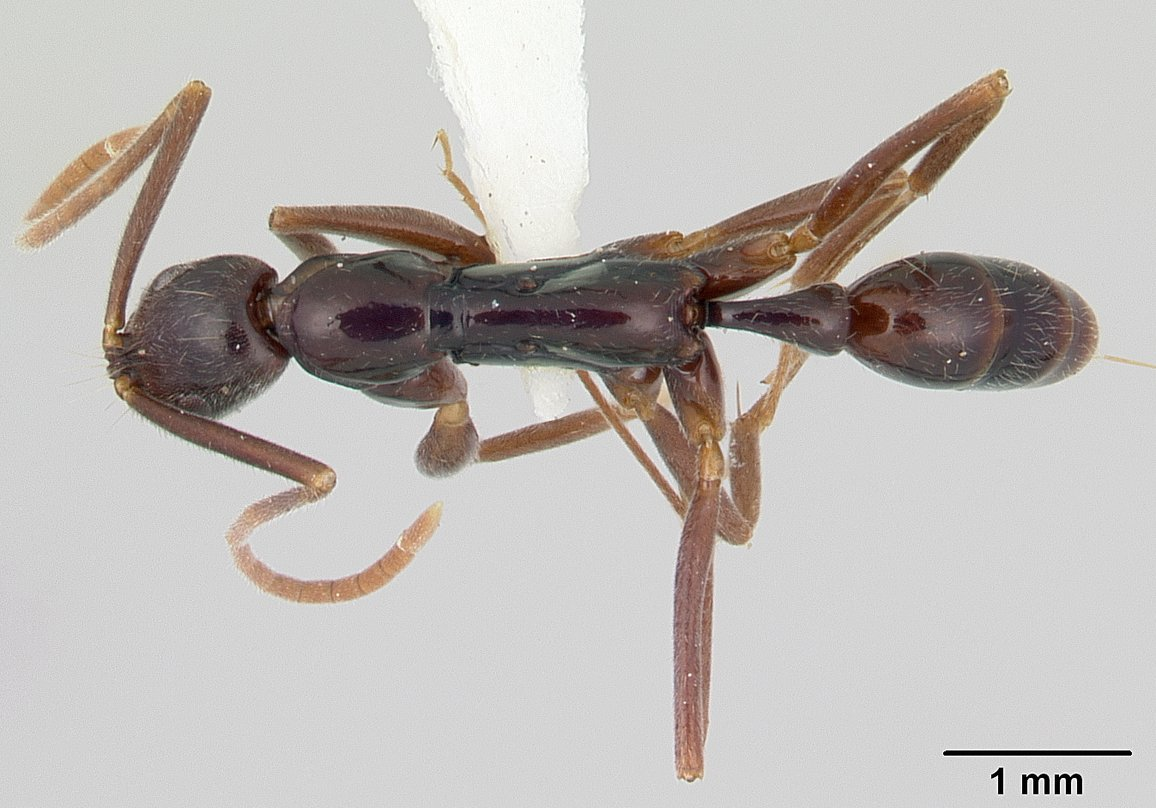
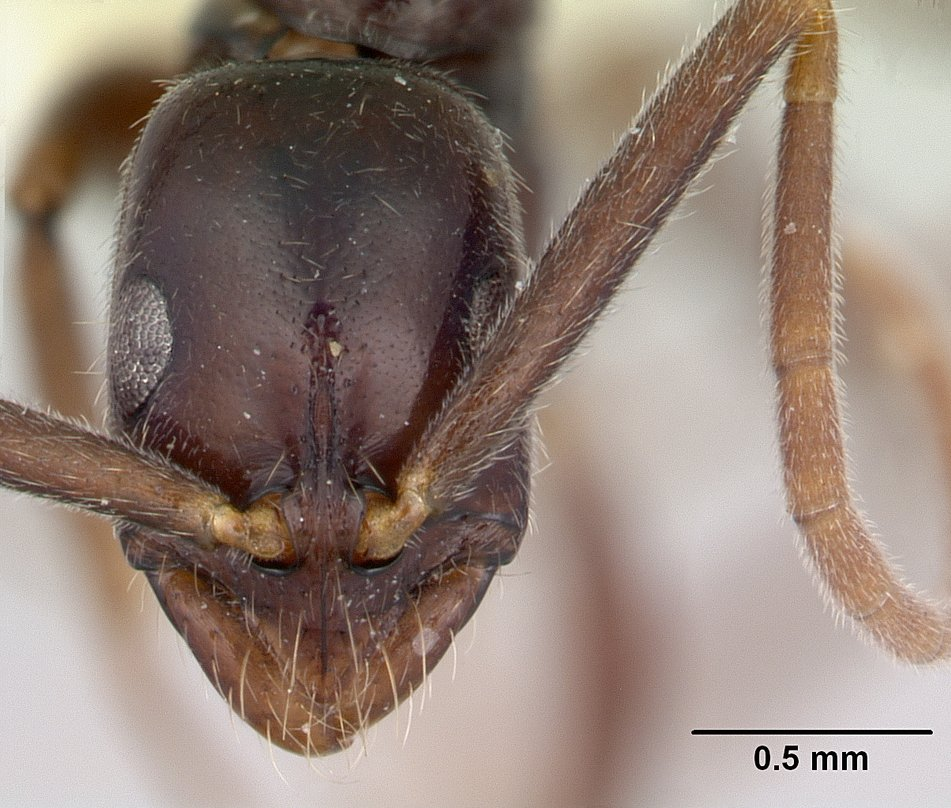
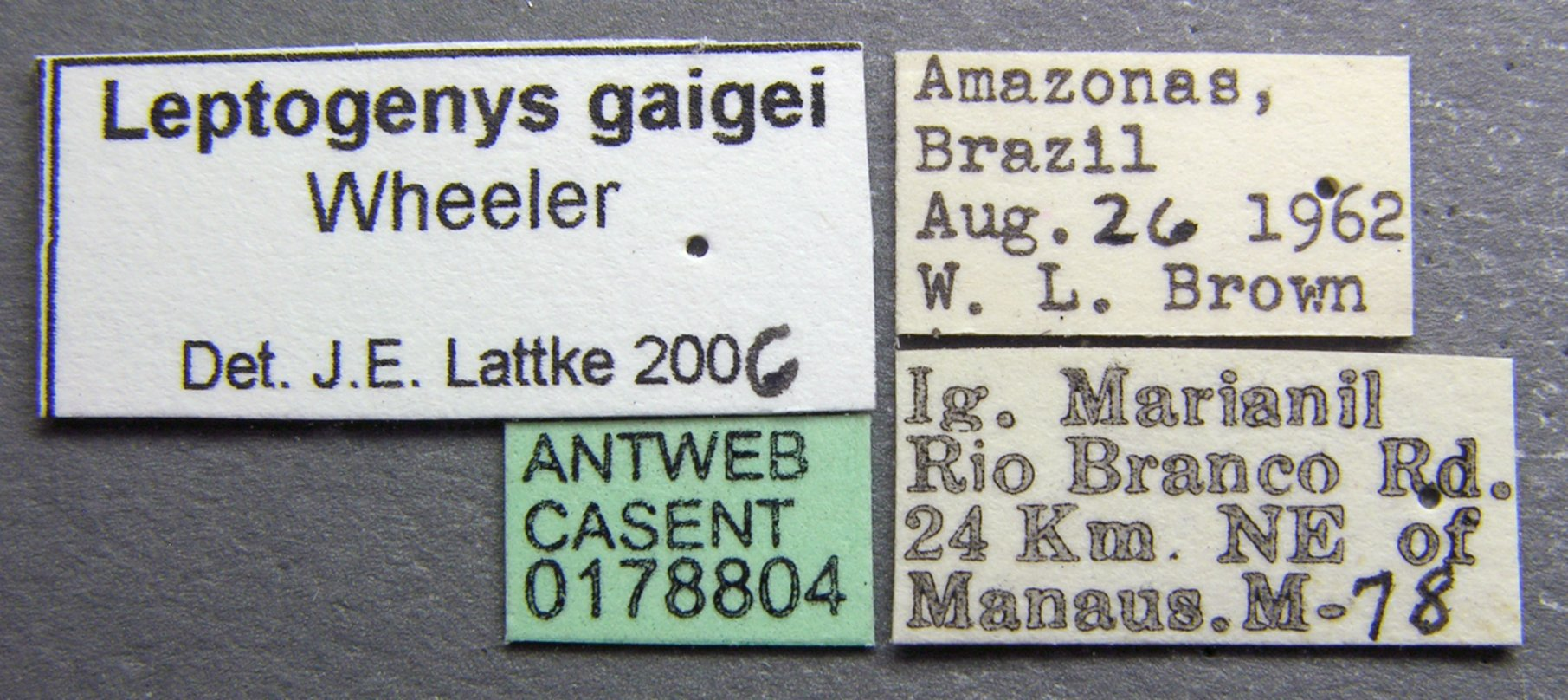
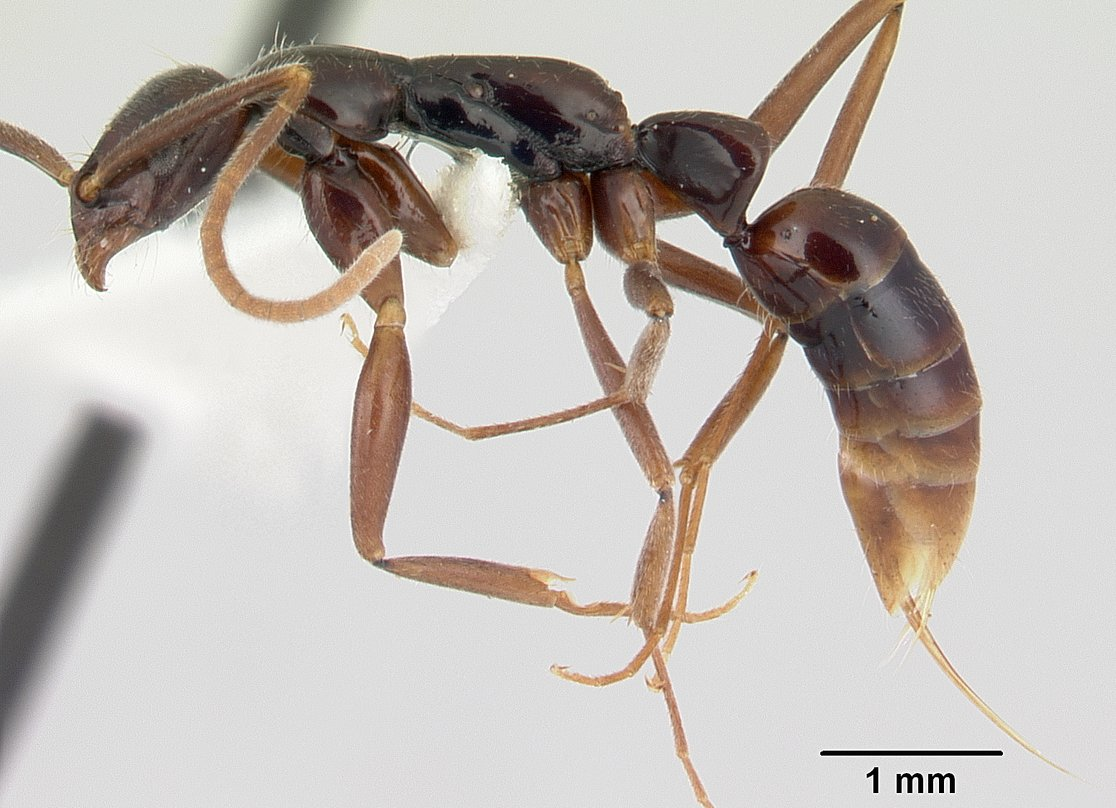